# Čornobaïvka
Čornobaïvka (in ucraino Чорнобаївка?) è una città ucraina dell'Oblast' di Cherson, che si trova a circa 10 chilometri a nord-ovest della capitale omonima, nel territorio dell'ex distretto di Bilozerka. La cittadina è sede dell'aeroporto di Cherson.

## Storia
Čornobaïvka venne fondata verso la fine del XVIII secolo, e la sua origine è collegata alle vicende del cosacco Petro Čornobaja del Sič di Zaporižžja. Secondo i documenti del zemstvo di Cherson, nel 1859 vi abitavano 239 persone, che si sostentavano principalmente grazie all'estrazione del calcare. Nel 1902 vi venne aperta la prima scuola elementare.
Durante l'invasione russa dell'Ucraina del 2022 la città venne inizialmente occupata dalle truppe russe, che presero il controllo dell'aeroporto. Successivamente, alla fine di marzo, gli ucraini attuarono una controffensiva e scacciarono gli occupanti. Fonti ucraine hanno riferito che due generali russi vennero uccisi durante gli scontri a Čornobaïvka: Andrej Mordvičev e Jakov Rezancev. La morte di Rezancev non è stata confermata mentre quella di Mordvičev è stata smentita successivamente.